# Christian Saldert
Christian Saldert, född 1977 i Göteborg, är en svensk målare och videokonstnär baserad i Helsingfors.
Utbildad i Central Saint Martins i London och Kungliga Konsthögskolan i Stockholm, Christian Saldert arbetar med måleri och video som sina huvudmedium.
Dessutom drev Saldert klädmärket Fienden och arbetade med olika kollaborationer. Andra uppdrag inkluderar musikvideoregi, skivomslagsdesign och litografier i samarbete med Bea Åkerlund för Absolut Art. 